# Kimmo Kivelä
Kimmo Kyösti Väinämö Kivelä, född 5 oktober 1961 i Lahtis, är en finländsk politiker (Blå framtid, tidigare Sannfinländarna). Han var ledamot av Finlands riksdag 2011–2019. Kivelä är prost.
Kivelä omvaldes i riksdagsvalet 2015 med 5 145 röster från Savolax-Karelens valkrets.

## Utmärkelser
- Riddartecknet av Finlands Lejons orden,  6 december 2023[3]

[Redigera Wikidata]